# Placiphorella stimpsoni
Placiphorella stimpsoni är en blötdjursart som först beskrevs av Gould 1859.  Placiphorella stimpsoni ingår i släktet Placiphorella och familjen Mopaliidae. Inga underarter finns listade i Catalogue of Life.